# Halenia alata
Halenia alata är en gentianaväxtart som beskrevs av William Botting Hemsley. Halenia alata ingår i släktet Halenia och familjen gentianaväxter. Inga underarter finns listade i Catalogue of Life.